# Mieczysław Dalkiewicz
Mieczysław Teodor Dalkiewicz (ur. 8 kwietnia 1875 w Vigny, zm. 2 października 1933 w Warszawie) – polski doktor weterynarii, urzędnik.

## Życiorys
Mieczysław Teodor Dalkiewicz urodził się 8 kwietnia 1875 w Vigny we Francji. Był synem Juliana Władysława Dalkiewicza i Andrei Pauliny Plucińskiej.
Ukończył studia weterynaryjne w Akademii Medycyny Weterynaryjnej we Lwowie. Od 1896 pracował jako asystent przy klinice chorób wewnętrznych i zaraźliwych C.K. Szkoły Weterynarii we Lwowie. Jednocześnie od tego czasu praktykował jako weterynarz we Lwowie. Następnie przeniósł się do Sanoka, gdzie początkowo od około 1897 prowadził praktykę weterynaryjną. Po pozytywnym zaopiniowaniu przez tamtejszą Radę Miejską 16 września 1897 jego kandydatury od około 1898 dodatkowo był zatrudniony w tamtejszym magistracie na stanowisku miejskiego lekarza weterynarii. Pod koniec lat 90. był członkiem sanockiego gniazda Polskiego Towarzystwa Gimnastycznego „Sokół” od 1 stycznia 1900. Uchwałą Rady Miejskiej w Sanoku z 22 listopada 1900 został uwolniony od służby na tym stanowisku. W dalszej kolejności pracował na dworcu kolejowym w Oświęcimiu, będąc zatrudnionym w ramach starostwa c. k. powiatu bialskiego – od około 1901 był oglądaczem zwierząt i płodów zwierzęcych, od około 1902 r. asystentem weterynaryjnym. Od około 1903 do około 1905 był weterynarzem przy urzędzie starostwa c. k. powiatu żywieckiego. Od około 1905 do 1909 był weterynarzem przy urzędzie starostwa c. k. powiatu rohatyńskiego. Od 1909 w charakterze lekarza powiatowego był przydzielony C.K. Wydziałowi Krajowemu we Lwowie, po czym w tym samym charakterze od około 1910 do 1911 był zatrudniony w Departamencie Weterynaryjnym C.K. Namiestnictwa we Lwowie. W lutym 1911 ogłoszono, że wystąpił ze służby państwowej.
Równolegle w latach pracy w administracji od około 1901 stale figurował jako praktykujący weterynarz we Lwowie, od około 1911 ze stopniem doktora medycyny weterynaryjnej. Od około 1901 do około 1903 był członkiem oddział sanocko-lisko-krośnieńskiego C.K. Galicyjskiego Towarzystwa Gospodarskiego. Około 1910–1911 był członkiem wydziału Galicyjskiego Towarzystwa Lekarzy Weterynaryjnych we Lwowie. Od około 1910 figurował jako krajowy nauczyciel wędrowny dla nauki weterynarii. Od około 1910 był członkiem zarządu głównego Towarzystwa „Kółek Rolniczych” we Lwowie, a od około 1913 także II wiceprezesem zarządu powiatowego Kółka Rolniczego we Lwowie. Jako przewodniczący Kółka Rolniczego we Lwowie w 1914 został wybrany do składu Rady Weterynaryjnej przy C.K. Ministerstwie Rolnictwa w Wiedniu w kadencji trwającej do 1917.
W 1910 wydał publikację pt. Projekt asekuracyi zwierząt domowych w Galicyi. Od około 1913 był docentem gospodarstwa połoninowego, ubezpieczeń bydła i nauki o spółkach włościańskich w macierzystej Akademii Medycyny Weterynaryjnej we Lwowie.
Od około 1898 do około 1905 w ewidencji C.K. Armii figurował w randze wojskowego podlekarza weterynarii. Następnie został przeniesiony do C.K. Obrony Krajowej i w grupie nieaktywnych urzędników weterynaryjnych obrony krajowej zweryfikowany jako podlekarz weterynarii z dniem 1 listopada 1897. Od około 1907 do około 1908 był przydzielony do 1 pułku ułanów we Lwowie. Podczas I wojny światowej wiosną 1915 został mianowany lekarzem weterynarii obrony krajowej ze starszeństwem z dniem 1 listopada 1914.

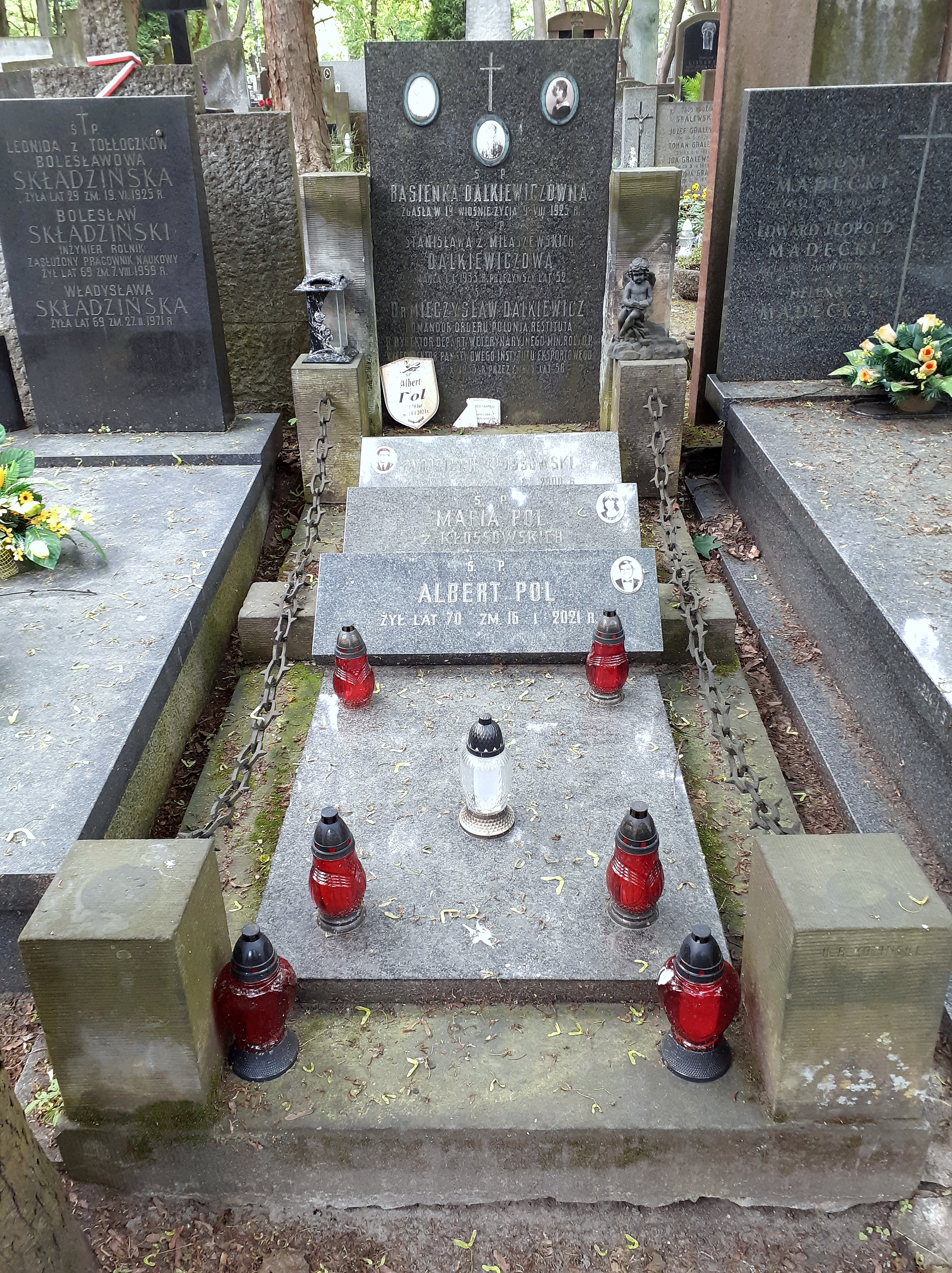
Grobowiec rodzinny Mieczysława Dalkiewicza

Od około 1916 do 1918 był krajowym lekarzem weterynarii w C.K. Przedstawicielstwie Krajowym we Lwowie.
Po odzyskaniu przez Polskę niepodległości został urzędnikiem służby państwowej II Rzeczypospolitej w Ministerstwie Rolnictwa i Dóbr Państwowych od 7 lutego 1919. Pracował jako dyrektor departamentu do 28 stycznia 1924. W tym czasie od 1920 do 1924 sprawował stanowisko kierownika centralnej administracji weterynaryjnej, a od 1921 do 1923 był kierownikiem służby weterynaryjnej. Od 1924 czasu do 1926 był zatrudniony jako konsultant w Zjednoczonych Fabrykach Przetworów Mięsnych w Katowicach. Od 1926 do 1928 sprawował posadę powiatowego lekarza weterynarii przy starostwie powiatu gnieźnieńskiego. W 1928 został inspektorem weterynarii Komisariatu Rządu miasta stołecznego Warszawy. Od 1 maja 1930 do końca życia w randze inspektora weterynarii był naczelnikiem Wydziału Rolnego i jednocześnie wiceprzewodniczącym Państwowego Instytutu Eksportowego przy Ministerstwie Przemysłu i Handlu. Był stałym zastępcą przedstawiciela Ministerstwa Przemysłu i Handlu w Międzyministerialnej Komisji popierania eksportu oraz delegatem PIE do rady zarządzającej Polskiego Związku Bekonowego. W okresie II RP był redaktorem naczelnym czasopisma „Wiadomości Weterynaryjne” (organ polskich lekarzy weterynaryjnych). Ogłaszał prace na tematy hodowlane i z dziedziny eksportu produkcji rolnej. Publikował także w prasie rolniczo-fachowej i codziennej. Uważany za eksperta w zakresie eksportu rolnego.
26 lipca 1898 w Sanoku poślubił pochodzącą z tego miasta Stanisławę Zofię Milaszewską (ur. 1879, zm. 1 stycznia 1933), którą miał syna Jana (zmarł w 1900 w Sanoku mając 1 rok) i córkę Barbarę (zm. w 1925 w wieku 19 lat). Mieczysław Dalkiewicz zmarł 2 października 1933 w Warszawie. Oboje zostali pochowani w grobowcu rodzinnym na cmentarzu Powązkowskim w Warszawie (kwatera 224-1-6).

## Odznaczenia
- Krzyż Komandorski Orderu Odrodzenia Polski (2 maja 1923)[42][2][43]
- Brązowy Medal Jubileuszowy Pamiątkowy dla Sił Zbrojnych i Żandarmerii – Austro-Węgry (około 1899)[30]